# A Collection of Pop Classics
A Collection of Pop Classics è un album del gruppo hardcore punk statunitense Reagan Youth, contenente il materiale dei due precedenti album, Volume 1 e Volume 2. Il disco è stato pubblicato dopo lo scioglimento del gruppo nel 1989 e il suicidio del cantante Dave Rubenstein nel 1993.

## Tracce
1. Reagan Youth – 1:16
2. New Aryans – 1:17
3. (Are You) Happy? – 1:33
4. No Class – 1:34
5. I Hate Hate – 2:00
6. Degenerated – 2:22
7. Go Nowhere – 1:22
8. USA – 1:23
9. Anytown – 2:00
10. In Dog We Trust – 2:50
11. It's A Beautiful Day – 3:53
12. Jesus Was A Communist – 1:44
13. Urban Savages – 1:23
14. What Will The Neighbors Think? – 3:50
15. Get The Ruler Out – 2:25
16. Brave New World – 4:30
17. Miss Teen America – 2:46
18. Heavy Metal Shuffle – 4:38
19. Queen Babylon – 5:12
20. Acid Rain – 1:55
21. One Holy Bible – 6:33
22. Back to the Garden (Parts I-IV) – 4:05

## Formazione
- Dave Insurgent - voce
- Paul Cripple - chitarra
- Al Pike - basso
- Paul Bakija - basso
- Steve Weinstein - batteria
- Javier Madariaga - batteria